# Marcus Valerius Laevinus
Marcus Valerius Laevinus (zm. 201 p.n.e.) – Rzymianin, naczelny dowódca armii walczącej w roku 214 p.n.e. z Kartagińczykami. W roku 214 p.n.e. walczył z Filipem w Macedonii, zdobywając wiele miast. W roku 210 p.n.e. walczył z Kartagińczykami na Sycylii. U schyłku życia został propretorem w Macedonii.